# 第三〇二海軍航空隊
第三〇二海軍航空隊（だい302かいぐんこうくうたい）は、日本海軍の部隊の一つ。太平洋戦争における関東防空の主力戦闘機隊として迎撃・戦闘行動に従事した。通称、「厚木航空隊」。

## 沿革

### 1944年
マーシャル諸島が陥落し、日本近海への敵機動部隊の接近が現実化してきたため、海軍は本土防空航空隊の準備を始めた。その嚆矢として1944年（昭和19年）初頭に、日本海軍は首都防空部隊を設置することとなって三〇二空が編制された。302空はこの地区における海軍唯一の防空戦闘機隊として期待された。1944年（昭和19年）3月1日、三〇二空は海軍初の局地戦闘機航空隊として、木更津飛行場で開隊。局地戦闘機定数48機、夜間戦闘機定数24機。雷電の訓練は追浜飛行場で、月光の訓練は木更津飛行場で行われた。3月14日、最初の雷電3機が第三〇一海軍航空隊から譲与される。3月30日、第二〇三海軍航空隊が千歳飛行場に進出して空いた厚木飛行場に移動。小園安名司令は、関東沿岸から侵入する敵に対する迎撃に理想的と考え、未整備といってもいい飛行場に土木要員を動員して滑走路を急増し、5月5日、本部の移動も完了した。
1944年6月20日南鳥島に敵機動部隊接近、初の即時待機下令。1944年7月4日硫黄島空襲。機動部隊の捜索に夜間戦闘機隊初出撃。7月7日B-29、初めて八幡製鐵所に襲来（八幡空襲）。大村海軍航空隊に夜間戦闘機がないため、三〇二空は大村飛行場に月光派遣。
10月末フィリピンで神風特攻隊が開始すると、小園司令は、零戦隊の13期予備学生出身者だけを集めて整列させて、特攻隊志願者を募っている。その他、小園は関行男大尉以下敷島隊の特攻についての訓辞を行って、志願者は上官に申し出るように募集もした。彗星隊の坪井晴隆飛曹長のように小園の訓辞に深い感銘を受けて志願を決める者もいた。選抜されたものは特攻に行ったが、零戦隊の栗坂伸三少尉の「希望者ということで、やむを得ず一歩前に出たが、これだけで済んでしまい、出撃にはいたりませんでした」という例もある。
11月時点で、第一飛行隊に雷電2分隊と零戦1分隊、第二飛行隊に月光2分隊と銀河1分隊、第三飛行隊に彗星夜戦2分隊が所属。
11月1日F-13（B-29の偵察機）、関東に飛来。雷電・零戦・月光計28機で迎撃に向かうが失敗。11月4日早期迎撃のため、八丈島に月光3機を派遣（20年1月10日まで早期邀撃に従事）。11月24日、初の関東空襲があり、中島飛行機武蔵野製作所が目標にされた。三〇二空は全力で迎撃し、撃破1の戦果に対し喪失2。以後、関東上空の防空戦闘に従事。12月13日名古屋市初空襲。浜名湖上空で1機のみ接触。これ以降1月中旬まで、米軍の主力は名古屋を主目標として精密爆撃に従事。三〇二空では、雷電の航続力では名古屋防空が困難なことから、豊橋飛行場への分遣隊投入を検討する。12月25日　豊橋飛行場に月光3機派遣。
11月、戦死した隊員を祀る厚木空神社が厚木基地内に建立された。

### 1945年
1945年（昭和20年）1月27日関東爆撃再開、主目標は東京下町市街地。50機で迎撃し、6機撃墜を報告。3機喪失する。2月10日中島飛行機太田製作所に初空襲。3機撃墜を報告し、喪失なし。2月16日敵機動部隊艦載機群、関東の軍事拠点を強襲（ジャンボリー作戦）。三〇二空は2日間にわたり防空戦闘に従事し、19機撃墜を報告。7機を喪失。厚木飛行場を銃撃されたが、地上撃破はなかった。2月25日に機動部隊再来襲。戦略爆撃隊も東京に来襲して、迎撃不能となる。以後三〇二空では、雷電・零戦が戦闘機、夜戦が爆撃機に対応する形での機能分担を図る。3月10日、東京大空襲。夜間のため月光4機で対応、大火災の煙によって雷電・零戦の追加投入不能。3月26日「天号作戦」発動。零戦隊の派遣を予定。
4月7日、米軍は硫黄島に配備したP-51を護衛として初めてB-29に随伴させ、中島製作所立川製作所に対する空襲を実施した。三〇二空は撃墜1を報告し、喪失は5機。うち4機が夜戦であった。これにより夜戦ではP-51に対抗できないと判断し、昼間迎撃不参加を決定した。また、雷電、零戦でも赤松貞明のようなベテランを除き、対戦闘機戦では被害が増加する一方となった。夜戦はP-51来襲の報を受けると群馬方面への退避離脱を繰り返すことが多くなり、戦力とならなくなっていた。また、都市近郊であったことも災いし、焼夷弾爆撃の際は、火災の煙で視界が遮られ、ただでさえ視界が狭い雷電の飛行が危ぶまれ、出撃できないことも多かった。
4月8日、零戦隊7機が鹿児島県笠之原飛行場に進出。4月19日P-51が単独で関東の軍事拠点を強襲して厚木飛行場を銃撃。5機を地上撃破される。B-29による南九州基地への空襲が激化すると、4月23日に雷電隊7機を鹿屋飛行場に進出させ、先に進出していた三三二空・三五二空とともに雷電隊「竜巻部隊」を集成。4月27日竜巻部隊初出撃。以後4日間で撃墜2機を報告、喪失11機。5月16日竜巻部隊、原隊復帰。7機中6機を喪失。
5月12日から約10日間、月光12機、彗星8機を伊丹飛行場に派遣、阪神地区の防空に参加。
5月17日、P-51が厚木を強襲して5機を地上撃破。5月25日、東京市街地爆撃の迎撃で撃墜16機を報告、喪失2機。5月28日、川崎市・横浜市を偵察中のF-13を追尾するが、迎撃に失敗。5月29日、横浜空襲の迎撃で撃墜2機を報告、喪失7機。6月下旬、温存策を破棄して、筑波飛行場・姫路飛行場への派遣を計画。7月10日、敵機動部隊の艦載機が関東襲来。迎撃せずに退避。7月13日、川崎石油センターへの爆撃に対する迎撃で撃墜1機を報告、喪失なし。
302空は5月には実動機が低下しており、8月になると小松前橋に分散して本土決戦に備えていた。8月10日、関東沖の敵機動部隊を捜索。8月13日敵機動部隊を索敵中、PBY偵察機発見、撃墜を報告。同日の夜間、月光8機、彗星5機、銀河6機の計19機が250kg爆弾で爆装し、関東沖の敵機動部隊に対する爆撃に出撃したが、発見できずに帰還する。このさい未帰還・不時着機が出た。
8月15日、森岡寛大尉指揮の零戦8機と別働の雷電4機が、米機動部隊のF6F 6機と交戦し、1機撃墜を報告したが、田口光男大尉を含む3機を喪失した。これが三〇二空の最後の空戦となった。同日、終戦するも厚木航空隊事件が勃発。小園司令、隊員に徹底抗戦を訓示。飛行場の占拠、各地への檄文散布、陸軍児玉飛行場への連絡飛行などが行われる。翌8月16日を以て小園が解任され、山本栄第七一航空戦隊司令官が三〇二空司令を兼任するが、小園の部下たちからは反発を受ける。8月20日、説得に当たっていた寺岡謹平第三航空艦隊司令官が厚木基地に移動し、形式上、第三航空艦隊本部とする。8月21日、小園が連行される。同日、山本司令が解散を訓示。一部抗戦派は脱出したが26日までに投降し、事件収束。その後、元隊員らにより厚木基地は略奪された。
終戦後、厚木空神社の御神体及び社殿は、占領軍による破壊を恐れた元隊員の西沢良晴大尉により、8月27日に神奈川県大和市の深見神社境内に移され、1951年に「靖国社」と改称。元隊員らの「厚木空神社奉賛会」（2014年に元隊員の高齢化により解散）、深見神社奉賛会などにより、毎年4月第1日曜日に例祭が行われている。

## 装備
- 零式艦上戦闘機
- 雷電
- 月光
- 彗星…夜間戦闘機型の戊型。
- 銀河
- 極光
- 彩雲

## 歴代司令
- 小園安名 中佐：昭和19年3月1日 - 昭和20年8月16日 ※昭和19年10月15日：大佐
- 山本栄 大佐：昭和20年8月16日 - 21日 - 解隊 ※本務は第七一航空戦隊司令官。